# Ken Chertow

Zawodnik Penn State Nittany Lions

Kenneth Jay „Ken” Chertow (ur. 7 października 1966 w Chicago) – amerykański zapaśnik w stylu wolnym. Olimpijczyk z Seulu 88, gdzie zajął osiemnaste miejsce w do 52 kg. Złoty medal na mistrzostwach panamerykańskich w 1986. Drugie miejsce w Pucharze Świata w 1989 roku.
Zawodnik Huntington High School i Pennsylvania State University. 
Trzy razy All-American (1987–1989) w NCAA Division I, trzeci w 1987 i 1988 i szósty w 1989 roku.